# Povilas Jakučionis
Povilas Jakučionis (ur. 4 lutego 1932 w Pajiesys w rejonie kowieńskim; zm. 19 marca 2022) – litewski polityk, architekt, więzień komunistyczny, przewodniczący Litewskiego Związku Więźniów Politycznych i Zesłańców, poseł na Sejm.

## Życiorys
Kształcił się w gimnazjum jezuickim w Kownie. W 1948 za działalność antykomunistyczną został osadzony w łagrze w Workucie, na Litwę powrócił w 1954. W 1961 ukończył studia w Instytucie Politechnicznym w Kownie, w 1974 obronił dysertację z zakresu architektury. Od 1961 do 1974 pracował jako architekt w rejonie święciańskim, następnie do 1992 w instytucie projektowym, dochodząc do stanowiska głównego architekta.
W 1990 zaangażował się w działalność polityczną, stanął na czele partii politycznej Litewski Związek Więźniów Politycznych i Zesłańców, zrzeszającą osoby represjonowane od początku lat 40. Kierował tą organizacją nieprzerwanie do 2004, kiedy to doprowadził do zjednoczenia jej ze Związkiem Ojczyzny. W latach 1992–1996 z ramienia LPKTS oraz w latach 2000–2008 z listy Związku Ojczyzny sprawował mandat posła na Sejm. Od 2000 do 2001 był również radnym Wilna.